# Garegin Nschdeh

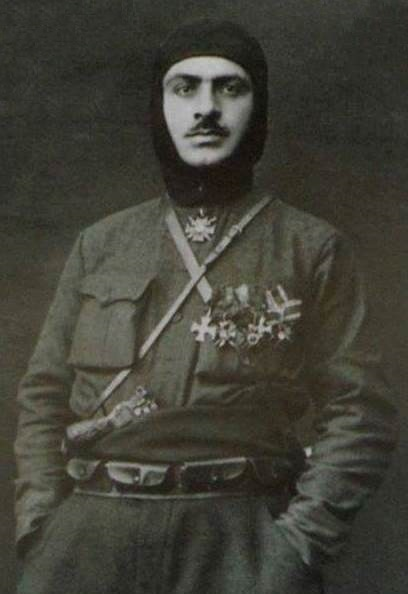
Garegin Nschdeh im Herbst 1920

Garegin Arakel Jeghischei Ter-Harutjunjan (armenisch Գարեգին Առաքել Եղիշեի Տեր-Հարությունյան, genannt Garegin Nschdeh, armenisch Գարեգին Նժդեհ, englisch Garegin Nzhdeh; * 1. Januar 1886 im Dorf Güznüt (Kyuznut), Kreisgebiet Nachitschewan, Gouvernement Eriwan, Russisches Kaiserreich; † 21. Dezember 1955 in Wladimir, Sowjetunion) war ein armenischer Staatsmann und Militärstratege. Er kollaborierte im Zweiten Weltkrieg mit dem Deutschen Reich gegen die Sowjetunion in der Hoffnung der Befreiung Armeniens. Der angenommene Name Nschdeh bedeutet auf Deutsch Pilger, auch Auswanderer.

## Leben
Nschdehs Vater war ein Dorfpriester der armenischen Kirche namens Jeghische. Er starb, als Nschdeh noch ein Kind war. Nschdeh wurde zunächst in seinem Heimatdorf auf Armenisch unterrichtet, kam dann auf eine russischsprachige Schule in Nachitschewan und wechselte später an das Gymnasium in Tiflis im heutigen Georgien. 1902 schrieb er sich in die Rechtswissenschaftliche Fakultät der Petersburger Universität ein. 1904 musste er die Hochschule wegen seiner revolutionären Verbindungen verlassen. Im selben Jahr hatte er sich der Armenischen Revolutionären Föderation (ARF) angeschlossen (nach anderer Quelle erst 1908).
1906 zog Nschdeh das erste Mal nach Bulgarien, wohin er im Lauf seines Lebens noch häufig zurückkehrte. In dieser Zeit verwendete er auch zum ersten Mal sein Pseudonym Nschdeh. 1907 beendete er mit Hilfe des bulgarischen Freiheitskämpfers Boris Sarafow unter dem Namen Dimitar Nikolow sein Studium an der staatlichen Militärschule in Sofia. Im Anschluss daran wollte er sich einer Gruppe armenischer Fedayi um Murad Sebastazi anschließen und sich ins osmanische Westarmenien begeben. Die gleichzeitig stattfindende persische Verfassungsrevolution um Yeprem Khan änderte aber seine Pläne und er schloss sich im November 1907 als Offizier einer armenischen Kampfgruppe in Persien an, um für die Einführung eines Parlaments zu kämpfen. Am 6. September 1908 wurde Nschdeh von den russischen Behörden bei einem Heimatbesuch gefasst und zusammen mit 163 weiteren Mitgliedern der Armenischen Revolutionären Föderation der Prozess gemacht. Er verbrachte die nächsten drei Jahre zum Teil in Gefängnissen in Julfa, Nachitschewan, Nowotscherkassk und Sankt Petersburg, wo er verhört wurde. Etwa im März 1912 verließ er heimlich das Land und begab sich erneut nach Bulgarien.
Im September 1912 bildete Nschdeh zusammen mit Andranik Ozanian eine armenische Kompanie in der Makedonisch-Adrianopeler Landwehr, einem Freiwilligenverband der bulgarischen Armee. Dort kämpfte Nschdeh in den Balkankriegen in Makedonien und Thrakien als Unteroffizier gegen die Osmanen. Dabei wurde er am 18. Juni 1913 verwundet und mit dem bulgarischen Militärorden für Tapferkeit IV. Klasse ausgezeichnet.

### Erster Weltkrieg
Kurz vor Beginn des Ersten Weltkrieges kehrte Nschdeh zusammen mit Andranik Ozanian im Rahmen einer Amnestie nach Russland zurück unter der Bedingung sich am abzeichnenden Krieg gegen die Osmanen anzuschließen. Im Oktober 1914 war Nschdeh zunächst stellvertretender Kommandant der zweiten armenischen Freiwilligeneinheit, die zusammen mit zaristischen Truppenteilen im Osten Anatoliens gegen das Osmanische Reich kämpfte. Zwischen Mai 1915 und Juli 1916 war er an den Kämpfen um Van (Wan), Çatak (Schatach), Bahçesaray (Moks), Sparkert und Muradiye (Berkri) beteiligt. Am 19. Juli 1915 wurde Nschdeh zum Leutnant (Porutschik) befördert. Er wurde in der russischen Armee mehrfach ausgezeichnet, darunter dem Georgskreuz II. und III. Klasse, dem Orden des Heiligen Wladimir III. Klasse und dem Annenorden IV. Klasse.
Nach der russischen Revolution im Februar 1917 und dem sich abzeichnenden russischen Rückzug von der Front sahen sich die verbleibenden armenischen Einheiten einer mehrfachen osmanischen Übermacht gegenüber. Nschdeh, der sich zu dieser Zeit unter anderem in und um Alexandropol aufhielt, gelang es in armenischen und jesidischen Dörfern aufgrund seiner rhetorischen Fähigkeiten Freiwillige in großer Zahl zu mobilisieren, um Selbstverteidigungseinheiten aufzustellen und sich dem drohenden Völkermord durch die Türken entgegenzustellen. Im Dezember 1917 hatte die russische Armee de facto aufgehört zu existieren und armenische Einheiten übernahmen ihre Stellungen, die dem osmanischen Vormarsch aber nur wenig entgegensetzen konnten. Nschdeh deckte den armenischen Rückzug und ermöglichte den armenischen Einheiten den Fluss Achurjan zu überqueren und ohne Verluste Alexandropol zu erreichen. Im Mai 1918 spielte Nschdeh erneut eine entscheidende Rolle, als er die zahlenmäßig deutlich überlegene osmanische Armee in der von ihm befehligten Schlacht von Karakilisa (heute: Wanadsor) stoppen konnte. Etwa zeitgleich konnten die Armenier in der Schlacht von Sardarapat und der Schlacht von Abaran vor den Toren Jerewans die Osmanen abwehren und zum Rückzug aus Ostarmenien zwingen. Dadurch konnte – drei Jahre nach dem Beginn des Völkermordes an den Armeniern – eine möglicherweise völlige Zerschlagung der armenischen Nation verhindert werden.

### Demokratische Republik Armenien
Nach dem Sieg über die Osmanen wurde die Demokratische Republik Armenien gegründet und Nschdeh zum Gouverneur von Nachitschewan ernannt. Aufgrund einer Typhuserkrankung sowie den gleichzeitig im Land aufflammenden von den Osmanen unterstützten tatarischen (aserbaidschanischen) Aufständen konnte er diese Position nicht antreten. Ab Ende 1918 war Nschdeh mit der Befriedung der heutigen armenischen Provinz Ararat beschäftigt und war von März bis August 1919 mit seinen Truppen in Garni stationiert. Im August wurde Nschdeh zum Hauptmann (Kapitan) befördert.
Im September 1919 wurde Nschdeh mit seiner aus 180 Soldaten bestehenden Truppe in die Region Goghtan-Sjunik im vormals russischen Ujesd Sangesur entsandt, welche zum damaligen Zeitpunkt zwischen Armenien und Aserbaidschan umstritten und Schauplatz ethnischer Auseinandersetzungen war. Eine aserbaidschanische Invasion der Region wurde im November 1919 zurückgeschlagen. Um die Ordnung in Sangesur wiederherzustellen, ging Nschdeh auch gewaltsam gegen die aserbaidschanische Zivilbevölkerung vor und führte Vertreibungen durch. Nschdeh war zu dieser Zeit in den Regionen Kapan und Meghri aktiv, weshalb er das Massaker von Agulis im Dezember 1919 und die vollständige Vertreibung der Armenier aus Goghtan nicht verhindern konnte. Im April 1920 führte Nschdeh zusammen mit Drastamat Kanajan (Dro) seine Truppen von Kapan nach Bergkarabach, um die dort bedrängten Armenier vor aserbaidschanischen Massakern zu beschützen. Kurz zuvor waren im März 1920 bis zu 30.000 Armenier im Schuscha-Pogrom von aserbaidschanischen Truppen ermordet worden. Nach der Machtübernahme der Sowjets in Aserbaidschan mussten sich Nschdeh und Dro mit ihren Truppen im Mai 1920 aber auf sowjetischen Druck zurückziehen und unter Zusicherung einer gerechten Lösung für die Armenier Bergkarabachs die Kontrolle der Region an den armenischen Bolschewiken Sargis Hambardsumjan übergeben.
Nachdem Dro im Juli 1920 Sangesur Richtung Jerewan verlassen hatte, übernahm Nschdeh die Führung der armenischen Streitkräfte im Süden der Region um Kapan und Meghri, wobei Poghos Ter-Dawtjan für die Verteidigung des Nordens rund um Sissian zuständig war. Als schließlich am 10. August 1920 in einem sowjetisch-armenischen Abkommen die Übergabe von Karabach, Sangesur und Nachitschewan an die Sowjets beschlossen wurde und der Anschluss an Aserbaidschan drohte, schwor Nschdeh das Land bis zum Tod zu verteidigen. Am 25. August 1920 wurde ihm in einer Zeremonie in Kawart der Titel Sparapet von Sjunik verliehen, in Anlehnung an Mchitar Sparapet, der im 18. Jahrhundert Sjunik gegen die Safawiden und Osmanen verteidigt hatte. Ende August 1920 marschierte die Rote Armee in Sangesur ein und besetzte Goris und Kapan. Nschdeh musste sich nach Meghri zurückziehen, wo er sich gegenüber den von Norden kommenden Sowjets und den von Osten und Westen kommenden Türken und Aserbaidschanern behaupten konnte. Aufgrund massiver Unterzahl konzentrierte sich Nschdeh auf Einsätze in der Nacht, hinter feindlichen Linien und unter Ausnutzung des bergigen Geländes der Region. Armenien selbst konnte keine Unterstützung leisten, da es alle Kräfte für die Verteidigung gegen die Türken benötigte. Im Oktober 1920 gelang es Nschdeh unter der armenischen Bevölkerung, unzufrieden über die brutale Behandlung durch die Sowjets und die Türken, eine Rebellion anzuzetteln und die Region um Kapan innerhalb weniger Tage unter seine Kontrolle zu bringen. Auch im Westen konnten die Türken und Aserbaidschaner bis Ordubad zurückgeworfen werden. Eine weitere sowjetische Invasion wurde im November 1920 abgewehrt und Sangesur wurde zurückerobert. Am 22. November 1920 marschierte Nschdeh in Goris ein.
Bei den Kämpfen wurden zwischen 20. und 21. November auch 400 Gefangene gemacht, die zwischen Ende 1920 und Anfang 1921, laut dem späteren Gerichtsprozess der Stalin-Zeit gegen Nschdeh, zum Teil erschossen und zum Teil lebendig in eine Schlucht bei Tatew geworfen wurden. Laut den Akten des Gerichtsprozesses von 1947 soll es sich bei den Gefangenen um Soldaten der Roten Armee und Kommunisten gehandelt haben. Laut Nschdeh hätte es sich dabei hingegen um 200 türkische Soldaten gehandelt, wobei er jedoch bestritt Tötungen angeordnet zu haben.

### Republik Bergarmenien

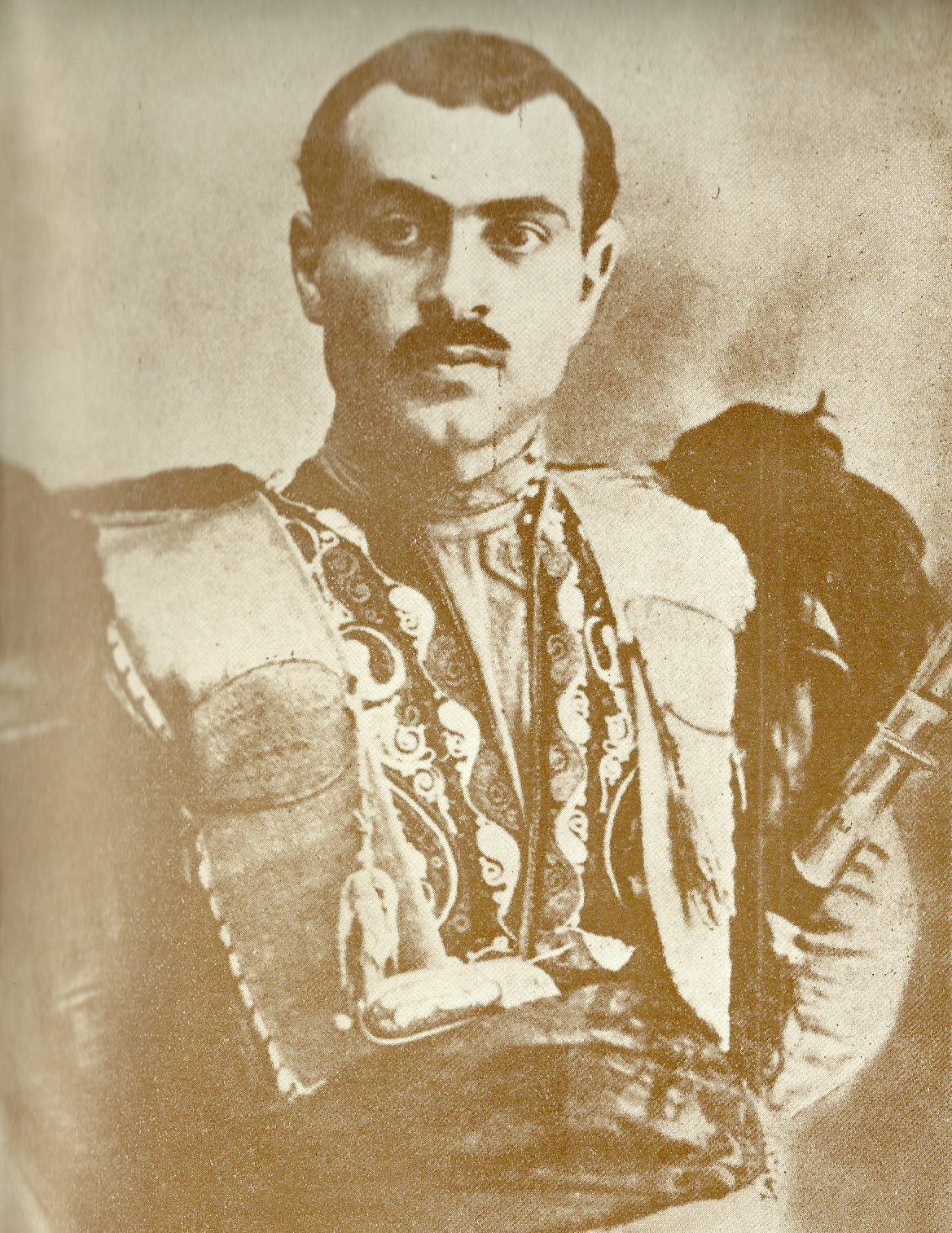
Nschdeh 1921 in der Republik Bergarmenien

Nachdem in Jerewan am 29. November 1920 armenische Bolschewiken putschten, marschierte die Rote Armee in Armenien ein und die Armenische SSR wurde ausgerufen. Als die Sowjets neben Karabach auch Sangesur der Aserbaidschanischen SSR anschließen wollten, erklärten die Vertreter von Sangesur am 25. Dezember 1920 beim ersten 1. Pan-Sangesurischen Kongress im Kloster Tatew die Region für autonom und Nschdeh wurde mit der Verteidigung Sangesurs beauftragt. Am 18. Februar 1921 stürzte die Armenische Revolutionäre Föderation die kommunistische Regierung in Jerewan und bildete mit dem Komitee zur Rettung des Vaterlandes unter dem letzten Premierminister Simon Wratzjan eine Übergangsregierung. Sie musste sich allerdings bereits am 2. April 1921 der Roten Armee beugen. Die armenische Regierung und viele weitere Dissidenten flüchteten in das noch unbesetzte Sangesur.
Am 26. April 1921 wurde schließlich auf dem 2. Pan-Sangesurischen Kongress im Kloster Tatew die Republik Bergarmenien mit der Hauptstadt Goris ausgerufen. Nschdeh wurde zum General erklärt und gleichzeitig zum ersten Regierungschef sowie Verteidigungs- und Außenminister. Am 1. Juni 1921 wurde Bergarmenien zu Republik Armenien umbenannt, die beiden Regierungen wurden vereinigt und Simon Wratzjan wurde Regierungschef. Nschdeh, der diesen Schritt heftig kritisierte, da dadurch die Legitimität des Staates und die bestehenden Autoritäten in Frage gestellt wurden, wurde Verteidigungsminister und Oberbefehlshaber der Truppen. Er leistete noch bis Mitte Juli 1921 heftigen Widerstand gegen die sowjetische Übermacht, gab aber dann seinen bewaffneten Kampf auf, nachdem die Bolschewiken ihm zusicherten, Sangesur werde nicht Sowjetaserbaidschan zugeschlagen, sondern ins Territorium Sowjetarmeniens integriert.

### Exil

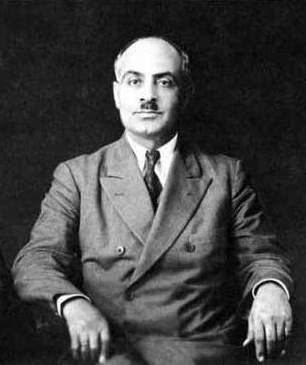
Nschdeh Mitte der 1930er Jahre

Im Zuge der sowjetischen Eroberung überquerte Nschdeh am 9. Juli 1921 den Fluss Aras nach Persien. Er lebte dort zunächst im armenischen Dorf Mujumbar und ab Mitte August 1921 in Täbris, wo die Armenische Revolutionäre Föderation ein Verfahren gegen ihn führte. Man beschuldigte Nschdeh für den Fall Sangesurs verantwortlich zu sein. Basierend darauf wurde Nschdeh im September 1921 vorläufig aus der Partei ausgeschlossen, wobei beim 10. Parteikongress in Wien 1924-1925 seine Verdienste gewürdigt wurden und die Entscheidung des Parteiausschlusses rückgängig gemacht wurde.
Da die Sowjets wegen der armenischen Dissidenten im Land Druck auf Persien machten, verließ Nschdeh mit zwei Mitstreitern im November 1921 den Iran über Teheran nach Bulgarien. In Bulgarien (vor allem Plowdiw), in Bukarest in Rumänien und Boston in den USA war er für armenische Organisationen tätig und schrieb mehrere Bücher. Ein wesentlicher Aspekt, der ihn in dieser Zeit beschäftigte, war was gegen die Assimilierung der armenischen Jugend in der Diaspora getan werden konnte. 1933 zog er für kurze Zeit in die Vereinigten Staaten von Amerika, wo Nschdeh zu diesem Zweck eine armenische Jugendorganisation namens „Zegakron“ gründete (wörtlich: Nationsreligion). Im Kern des von Nschdeh propagierten Zegakronismus, einer nationalistischen Ideologie im Geist der 1930er Jahre, stand die „Nation“, ohne der das Individuum nicht vollständig existieren könne. Die Organisation warb für die Werte der armenischen Nation, ihrer Kultur und Sprache und dafür Armenien von den Türken zu befreien. Das Motto lautete: „Armenien den Armeniern“. Der Zegakronismus teilte Armenier grundsätzlich in drei Gruppen: Zechamard (der beste Teil der armenischen Nation), Tschochowurd (zögerlicher und unentschlossener Teil) und Takank (innere Feinde, die sogenannten „antinationalen Teufel“). Die Jugendorganisation Zegakron kann als proto-faschistisch angesehen werden. Nschdehs Ansichten wurden schließlich zu extrem und faschistisch für die Armenische Revolutionäre Föderation, weshalb er aus der Partei ausgeschlossen und die Organisation in „Armenian Youth Federation“ (AYF) umbenannt wurde.
1935 heiratete Nschdeh in zweiter Ehe Epime Sukiasjan (1902-1958), eine in Sofia lebende Armenierin, mit der er einen Sohn Sukias-Wresch (1936–1997) hatte. Mit seiner ersten Frau Gohar Dadajan (1895–1975) hatte er auch eine 1919 geborene Tochter Lilea, die er allerdings nie gesehen hatte.

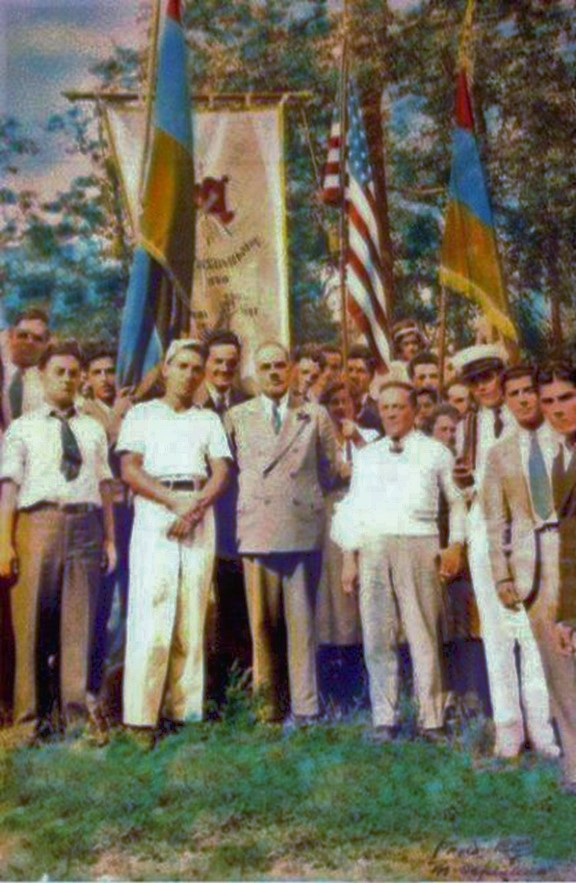
Garegin Nschdeh mit anderen Gründern der Jugendorganisation „Zegakron“, Boston 1933

### Zweiter Weltkrieg
Während des Zweiten Weltkriegs versuchte Nschdeh um Unterstützung für das Deutsche Reich in der armenischen Diaspora zu werben, um sein Ziel, die Befreiung Armeniens, zu erreichen. Nschdeh gelang es zusammen mit führenden Köpfen der Daschnaken wie Artasches Abeghjan und Wahan Papasjan (spätere Mitglieder des 1942 in Berlin gegründeten Armenischen Nationalkomitees) gegenüber den Nationalsozialisten nachzuweisen, dass Armenier ebenfalls Arier und keine Semiten sind. Dies führte dazu, dass ab 1942 auch armenischstämmige sowjetische Kriegsgefangene den Gefangenenlagern und Konzentrationslagern entgehen und stattdessen der Armenischen Legion beitreten konnten. Laut dem späteren sowjetischen Gerichtsprozess soll Nschdeh mehrmals Reden vor armenischen Kriegsgefangenen gehalten haben, in denen er zum bewaffneten Kampf gegen die Sowjetunion aufrief und dabei gesagt haben: „Wer für Deutschland stirbt, stirbt auch für Armenien.“

### Sowjetische Haft
Während Drastamat Kanajan (Dro) sich gegen Kriegsende mit der Flucht in die USA einer möglichen Festnahme entziehen konnte, blieb Nschdeh in Bulgarien, wo er am 10. Oktober 1944 in Sofia inhaftiert und an das sowjetische Militärkommando überstellt wurde, wo er zunächst nach Moskau und im November 1946 nach Jerewan gebracht wurde. Nschdeh war überzeugt davon, dass die Sowjets seine Fähigkeiten bei dem sich damals abzeichnenden militärischen Konflikt mit der Türkei benötigen würden und bot erfolglos seine Hilfe an.
Wegen konterrevolutionärer Aktivitäten, u. a. der Teilnahme am „antisowjetischen Aufstand“ in den Jahren 1920–1921 wurde Nschdeh am 24. April 1948 schließlich zu 25 Jahren Haft verurteilt. Er starb am 21. Dezember 1955 im Wladimir-Gefängnis (das heutige Gefangenenlager Wladimirowka) nahe Moskau, nachdem er sein letztes Lebensjahr im Gefängnis von Taschkent verbracht hatte. Nschdeh wurde 1983 heimlich exhumiert, nach Armenien überführt und 1987 im Kloster Spitakawor begraben. Im April 2005 wurde er erneut exhumiert und, gemäß seinem letzten Willen, am Fuße des Berges Chustup in der Provinz Sjunik begraben.

## Rezeption in Armenien
Nschdeh galt in der Sowjetzeit als Nazikollaborateur und Kriegsverbrecher, während er in der armenischen Diaspora für seine Lehren und Verdienste um den Erhalt der armenischen Nation weiter verehrt wurde. In den 1980er Jahren begann auch in Armenien selbst ein Kult um Nschdeh, wo seine Lehren 1990 auch zur Ideologie der Republikanischen Partei Armeniens wurden, welche bis 2018 auch die Regierung stellte. Nschdeh wurde im neu gegründeten Armenien im März 1992 offiziell rehabilitiert.
Nschdeh gilt in Armenien heute als Hauptverantwortlicher warum der Großteil Sangesurs (heutige Provinz Sjunik) und damit die für das Land lebenswichtige Grenze zum Iran bei Armenien verblieb. Gleichzeitig ermöglichte der Widerstand Nschdehs, dass viele armenische Intellektuelle und Dissidenten vor den Sowjets in den Iran fliehen konnten und dadurch aus der armenischen Diaspora weiter wirken konnten.
Im Mai 2016 wurde im Zentrum der armenischen Hauptstadt Jerewan ein Denkmal zu seinen Ehren gesetzt. An der Zeremonie nahm unter anderem der damalige Präsident Armeniens Sersch Sargsjan teil und würdigte die Verdienste des „großen Staatsmannes“. Dies führte zu Verstimmungen zwischen Armenien und Russland. Auf einer Pressekonferenz äußerte Marija Sacharowa, Sprecherin des russischen Außenministeriums ihr Unverständnis über diesen Schritt der armenischen Seite: „(...) unsere Einstellung zu jeder Form der Wiederbelebung, der Verherrlichung jeglicher Erscheinungsformen des Nationalsozialismus, des Neonazismus und des Extremismus ist allen bekannt.“